# Eriococcus sojae
Eriococcus sojae är en insektsart som beskrevs av Kuwana 1917. Eriococcus sojae ingår i släktet Eriococcus och familjen filtsköldlöss. Inga underarter finns listade i Catalogue of Life.